# Брестниця (Ловецька область)
Брестни́ця (болг. Брестница) — село в Ловецькій області Болгарії. Входить до складу общини Ябланиця.

## Населення
За даними перепису населення 2011 року у селі проживали 1022 особи.
Національний склад населення села:
| Національність   | Кількість осіб | Відсоток |
| ---------------- | -------------- | -------- |
| болгари          | 414            | 49,6%    |
| цигани           | 409            | 49,0%    |
| турки            | 4              | 0,5%     |
| інша             | 0              | 0%       |
| не визначились   | 8              | 1,0%     |
| Всього відповіли | 835            |          |

Розподіл населення за віком у 2011 році:
Динаміка населення: